# Rahel Draber
Rahel Mengelberg-Draber (geboren 28. März 1908 in Ostendorf (Meitingen) als Rahel Ether Draber; gestorben 20. September 1994 in Amsterdam) war eine niederländische Harfenistin deutscher Herkunft.

## Leben und Wirken
Draber, Tochter des Musikkritikers Hermann Wilhelm Draber und Charlotte Gertrud Elisabeth Friedburg, studierte zunächst Harfe am Konservatorium Zürich, spielte im Orchester der Tonhalle Zürich und setzte ihr Studium an der Staatlichen Hochschule für Musik in Berlin fort, wo sie ihren späteren Mann, den Komponisten und Dirigenten Karel Mengelberg, kennenlernte. Im April 1929 heiratete sie ihn. 
Nach dem Studium arbeitete Draber (wie auch ihr Mann) bis 1930 am Stadttheater Greifswald, bis sie eine Stelle im Orchester von Hermann Scherchen erhielt. 1932 war sie zudem mehrmals mit dem KRO-Orchester im niederländischen Rundfunk zu hören. Nach der Machtergreifung der Nationalsozialisten migrierte sie im Herbst 1933 mit ihrem Mann nach Spanien, um Ende 1934 alleine (und im dritten Monaten schwanger) in die Sowjetunion zu reisen: Auf Empfehlung Kurt Adlers, unter dessen Leitung sie während des Studiums in der Staatsoper spielte, erhielt sie 1935 eine Stelle in einem Sinfonieorchester in Kiew. Mit ihrem Mann, der nach der Geburt ihres erstens Sohnes nach Kiew nachfolgen konnte, migrierte sie 1938 nach Amsterdam.
In den Jahren 1938 und 1939 war Draber die Harfenistin im Klein Orkest von Frieda Belinfante im Concertgebouw. 1941 trat sie für die Nederlandsche Vereniging voor Hedendaagsche Muziek auf. Während der Besetzung der Niederlande ging sie in den Untergrund und hielt sich, weil als „Halbjüdin“ verfolgt, mit ihrem Mann und ihrem ersten Sohn im Haus des Arztes in Landsmeer versteckt. Von 1945 bis 1973 wirkte sie als Harfenistin an De Nationale Opera. Daneben trat sie mit Kammermusikensembles auf und unterrichtete. 
Draber war die Mutter des Komponisten und Pianisten Misha Mengelberg (1935–2017) und des Psychiaters Kaspar Mengelberg (* 1946 in Amsterdam).